# Lotte Paepcke

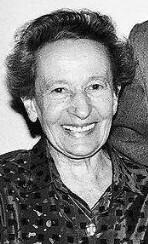
Lotte Paepcke (1988)

Lotte Paepcke (geboren als Lotte Mayer 28. Juni 1910  in Freiburg im Breisgau; gestorben 9. August 2000 in Karlsruhe) war eine deutsche Schriftstellerin.

## Leben
Lotte Mayer entstammte einer jüdischen Familie. Sie war die Tochter des in der Lederbranche tätigen Kaufmanns Max Mayer, der als Vertreter der SPD dem Freiburger Stadtrat angehörte. Lotte Mayer wuchs in Freiburg im Breisgau auf und besuchte dort ein Gymnasium. Nach dem Abitur studierte sie Rechtswissenschaft; sie war Mitglied einer kommunistischen Studentenorganisation. 1933 legte sie das juristische Staatsexamen ab, konnte aber wegen der inzwischen erfolgten nationalsozialistischen Machtergreifung nicht mehr ihr Referendariat antreten.
Sie ging mit ihrem Bruder nach Italien und war in Rom in einer Anwaltskanzlei tätig, kehrte jedoch wieder nach Deutschland zurück. Sie heiratete den Philologen Ernst Paepcke; 1935 wurde beider Sohn Peter geboren. In den späteren Jahren des Dritten Reichs blieb sie wegen des Status ihrer Ehe, die nach den Nürnberger Gesetzen als „Privilegierte Mischehe“ galt, von der Deportation verschont. Sie folgte ihrem Mann nach Bielefeld, Köln und Leipzig, wo sie zuletzt Zwangsarbeit in einer Fabrik leisten musste. 1942 kehrte sie mit Hilfe einer Ärztin illegal nach Freiburg im Breisgau zurück, wo sie untertauchte und bis 1944 in verschiedenen Verstecken, zuletzt in einem Krankenhaus, lebte. Nach dem schweren Bombenangriff auf Freiburg am 27. November 1944 fand sie mit ihrem Sohn Zuflucht im Kloster Stegen. Nach dem Zweiten Weltkrieg brachte sie noch zwei weitere Kinder zur Welt. Sie schrieb Beiträge für Zeitschriften und den Rundfunk. Lotte Paepcke lebte zuletzt in Karlsruhe.
Paepcke war Verfasserin von Prosatexten, die meist ihre Erfahrungen während des Dritten Reiches zum Thema hatten, sowie von Gedichten. 1988 erhielt sie den Förderpreis zum Reinhold-Schneider-Preis, 1998 den Johann-Peter-Hebel-Preis.
Paepcke war 1951 die erste Beraterin an der heutigen Ehe-, Familien- und Partnerschaftsberatung Karlsruhe e. V. Dr. Alice Haidinger, Mitbegründerin der Beratungsstelle und 49 Jahre 1. Vorsitzende des Trägervereins erinnert sich: „Frau Lotte Paepcke wurde gebeten einfach anzufangen. Sie tat dies einmal in der Woche abends ehrenamtlich an einem alten Holztisch in einem Kindergarten.“ 1953 bis 1956 war Lotte Paepcke Stellenleiterin der Beratungsstelle, die damals „Vertrauensstelle für Verlobte und Eheleute“ genannt wurde.

## Gedenken

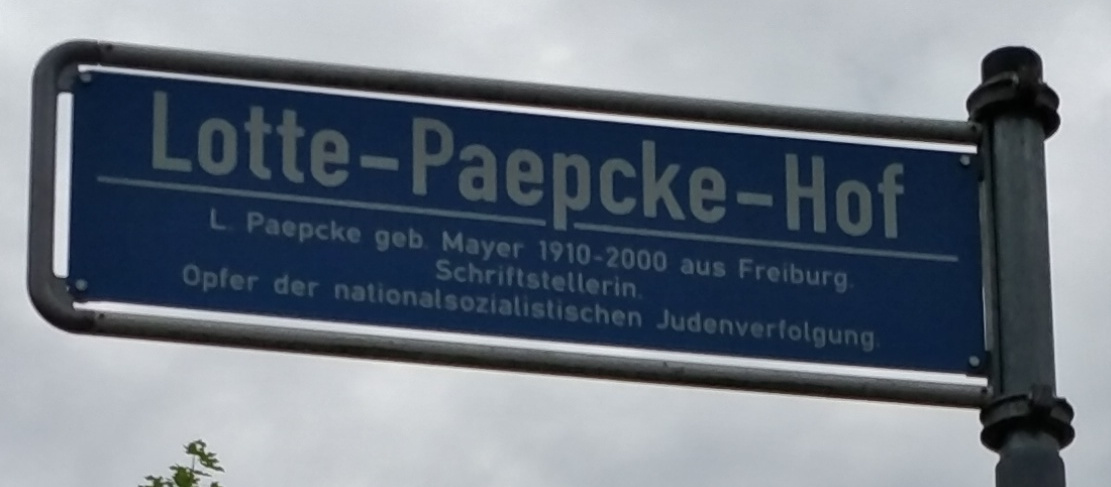
Straßenschild in Freiburg im Breisgau

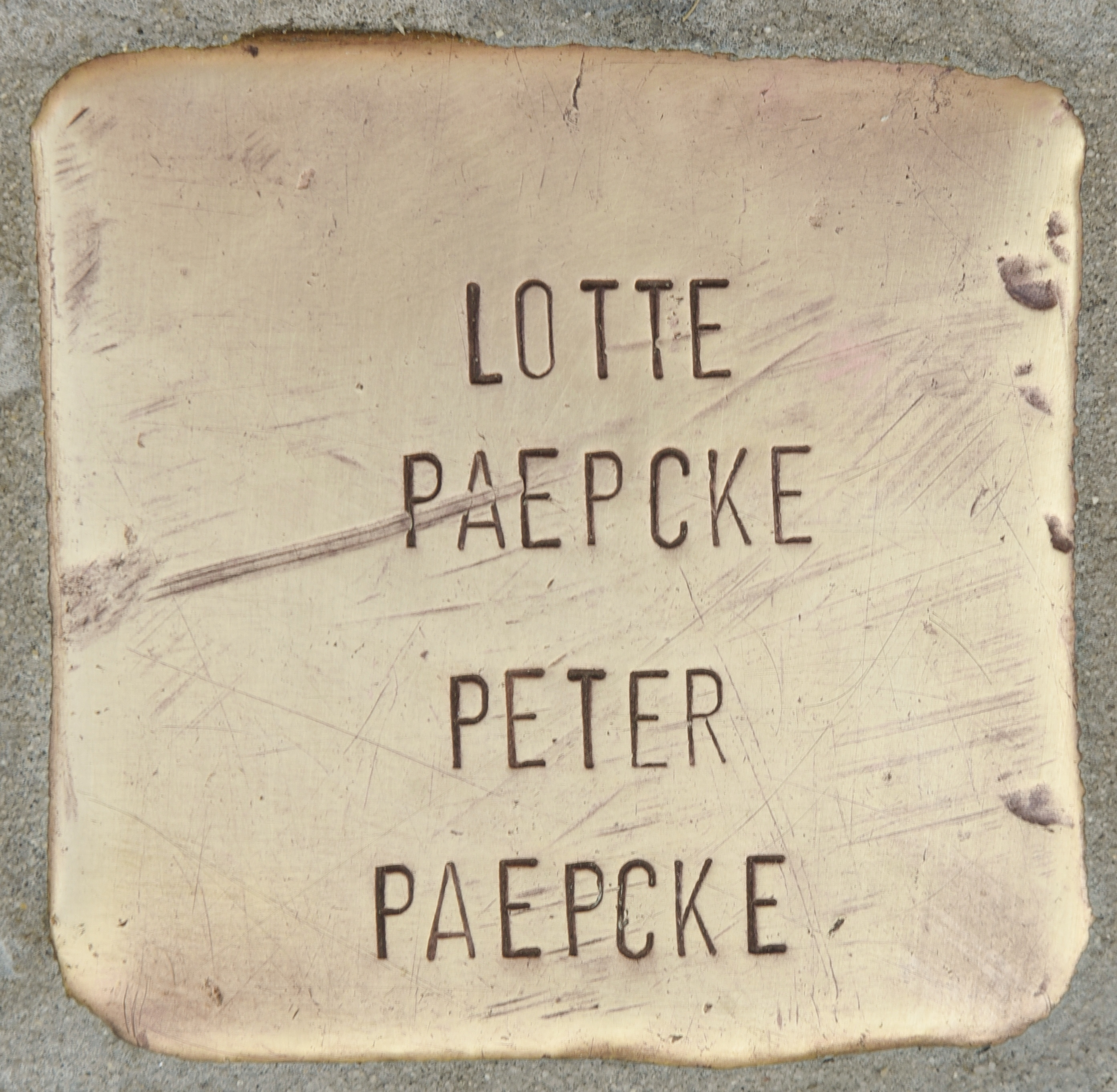
Stolperstein für Lotte Paepcke und ihren Sohn in Stegen

Der Freiburger Gemeinderat beschloss 2001 die Benennung einer neuen Straße im Stadtteil Rieselfeld nach Lotte Paepcke. Gunter Demnig verlegte 2004 Stolpersteine in Stegen, ein Stein erinnert an die Rettung von Lotte Paepcke und ihren Sohn Peter.

## Schriften (Auswahl)
- Unter einem fremden Stern, Frankfurt am Main 1952
- Ein kleiner Händler, der mein Vater war, Heilbronn 1972
- Ich wurde vergessen, Freiburg im Breisgau 1979
- Hier und fort, Mainz 1980
- Wörter, Münster 1983
- Ich war gemeint, Karlsruhe 1987
- Gesammelte Gedichte, Moos 1989